# 1563年
| 千纪： | 2千纪 |
| 世纪： | 15世纪 \| 16世纪 \| 17世纪                                                                                 |
| 年代： | 1530年代 \| 1540年代 \| 1550年代 \| 1560年代 \| 1570年代 \| 1580年代 \| 1590年代                           |
| 年份： | 1558年 \| 1559年 \| 1560年 \| 1561年 \| 1562年 \| 1563年 \| 1564年 \| 1565年 \| 1566年 \| 1567年 \| 1568年 |
| 纪年： | 癸亥年（猪年）；明嘉靖四十二年；越南莫朝光宝九年，后黎朝正治六年；日本永祿六年                             |

## 大事记
- 戚继光率福建总兵俞大猷、广东总兵刘显等创平海卫大捷。
- 明朝复设澎湖巡检司。
- 北條高廣被長尾景虎任命為上野國厩橋城城主，負責關東地方方面的政治和軍事。
- 緬甸攻暹羅，史稱白象戰爭，又稱第二次阿瑜陀耶包圍戰。攻陷阿瑜陀耶，暹羅成為緬甸之附庸國。
- 英國女王伊莉莎白一世公布《三十九條信綱》。
- 丹麥為遏制瑞典，聯合呂貝克、波蘭立陶宛聯邦進攻瑞典，第一次北方戰爭開始。
- 北條氏康與武田信玄聯手進攻上杉謙信方的武藏松山城，里見義堯應上杉輝虎之邀，派嫡男里見義弘領兵馳援，雖突破北條軍封鎖進入武藏國境，卻因松山城陷落而只得退兵。
- 3月19日——法國頒佈安布魯瓦敕令，這保證了胡格諾派教徒的信仰自由。
- 12月4日——持續18年的天特會議（又稱特利騰大公會議）閉幕。

## 出生
- 明朝中医学家張景岳（1640年逝世）。
- 明神宗朱翊鈞，明朝第十三代皇帝，（1620年逝世）。

## 逝世
- 12月29日－人文主義者、加爾文的反對者、神學家卡斯特利奧逝世